# Roger the Engineer
Roger the Engineer (noto anche come Yardbirds o Over Under Sideways Down) è il terzo album in studio della band britannica The Yardbirds, pubblicato nel 1966.
La rivista Rolling Stone l'ha inserito al 349º posto della sua lista dei 500 migliori album di sempre.

## Il disco
Prodotto dal bassista Samwell-Smith e da Simon Napier-Bell, questo album è il primo realizzato dal complesso britannico, dall'abbandono del precedente chitarrista solista Eric Clapton, sostituito in questo ruolo da Jeff Beck. 
Inoltre è il primo vero e proprio lavoro in studio della discografia britannica del gruppo, in quanto le precedenti pubblicazioni in origine erano antologie, realizzate esclusivamente per il mercato statunitense, successivamente rivalutate convenzionalmente da pubblico e critica come album ufficiali, per l'importanza attribuita al loro contenuto. 
Infine va sottolineato che questo disco presenta solo brani originali, composti dai membri del gruppo.
In realtà, l'album fu originariamente pubblicato con il semplice titolo Yardbirds. In seguito, per lo stesso meccanismo avvenuto con altri dischi (ad esempio il White Album dei Beatles), per identificarlo si ricorse al nome, soltanto semiufficiale, di Roger the Engineer, chiaramente riferito all'ingegnere del suono Roger Cameron graficamente raffigurato sulla copertina del disco in una caricatura opera del chitarrista Chris Dreja. Negli Stati Uniti e gran parte dell'Europa, invece, il disco venne pubblicato con il titolo di Over Under Sideways Down, ma anche in questi paesi tale titolo è stato in breve rimpiazzato nell'immaginario comune da Roger the Engineer.

## Tracce

### Edizione originale (Gran Bretagna)
Lato A
1. Lost Woman – 3:16
2. Over, Under, Sideways, Down – 2:24
3. The Nazz Are Blue – 3:04
4. I Can't Make Your Way – 2:26
5. Rack My Mind – 3:15
6. Farewell – 1:29

Lato B
1. Hot House of Omagarashid – 2:39
2. Jeff's Boogie – 2:25
3. He's Always There – 2:15
4. Turn into Earth – 3:06
5. What Do You Want – 3:22
6. Ever Since the World Began – 2:09

### Edizione originale (Stati Uniti)
Lato A
1. Lost Woman – 3:16
2. Over, Under, Sideways, Down – 2:24
3. I Can't Make Your Way – 2:26
4. Farewell – 1:29
5. Hot House of Omagarashid – 2:39

Lato B
1. Jeff's Boogie – 2:25
2. He's Always There – 2:15
3. Turn into Earth – 3:06
4. What Do You Want – 3:22
5. Ever Since the World Began – 2:09

## Formazione
- Keith Relf - voce solista, armonica
- Jeff Beck - chitarra solista, voce
- Chris Dreja - chitarra ritmica, voce
- Paul Samwell-Smith - basso, voce
- Jim McCarty - batteria, percussioni, voce